# جزيرة باك
جزيرة باك هي جزيرة بابوا غينيا الجديدة. وهي في جزر الأميرالية مجموعة من أرخبيل بسمارك.